# 延斯·吕德克
延斯·吕德克（德語：Jens Luedecke，20世纪—），德国男子赛艇运动员。他曾代表东德参加世界赛艇锦标赛，获得二枚金牌和二枚铜牌，均来自男子四人单桨无舵手项目。